# Treviso FBC 1993
Treviso Foot Ball Club 1993, zkráceně jen Treviso je italský fotbalový klub hrající v sezóně 2024/25 4. italskou fotbalovou ligu, sídlící ve městě Treviso v regionu Benátsko.
Klub byl znovu založen v roce 2019 jako Treviso Academy Società Sportiva Dilettantistica a je pokračovatelem tradičního klubu Foot-Ball Club Treviso založené již v roce 1909, které ohlásilo bankrot v roce 1993. 
Nejvyšší soutěž klub odehrál v sezoně 2005/06, kde obsadili 19. místo a sestoupili.

## Změny názvu klubu
- 1909/10 – 1934/35 – Treviso FBC (Treviso Foot-Ball Club)
- 1935/36 – 1992/93 – AC Treviso (Associazione Calcio Treviso)
- 1993/94 – 2008/09 – Treviso FBC 1993 (Treviso Foot-Ball Club 1993)
- 2009/10 – 2010/11 – Treviso FBC (Treviso Foot-Ball Club)
- 2011/12 – 2012/13 – FC Treviso (Football Club Treviso)
- 2013/14 – 2018/19 – ACD Treviso (Associazione Calcio Dilettanti Treviso)
- 2019/20 – 2020/21 – Treviso Academy (Treviso Academy)
- 2021/22 – Treviso FBC 1993 (Treviso Foot-Ball Club 1993)

## Získané trofeje

### Vyhrané domácí soutěže
- 3. italská liga (3×)

1949/50, 1996/97, 2002/03
- 4. italská liga (3×)

1974/75, 1995/96, 2011/12

## Historie
Fotbal v Trevisu se poprvé hrál již v roce 1896, když se konal turnaj Torneo FGNI. Byly zde vytvořeny fotbalové kluby, které hrály mezi sebou. Až v roce 1909 byl založen klub Treviso Foot-Ball Club. První oficiální turnaj odehrál v roce 1914, když se přihlásil do Promozione (2. liga).
Po 1. světové válce hrál opět v Promozione (2. liga) a ze 3. místa své skupiny postoupil do nejvyšší ligy, kde hrál dvě sezony po sobě bez úspěchu. Ve 20. a 30. letech 20. století ve 3. lize. Po 2. světové válce byl klub pozván do Serie B-C (2. liga). V sezoně si zajistil udržení v soutěži a hrál zde dva roky. Dlouhou sérii hraní ve 2. lize měl v letech 1950 až 1955, kdy jej tři roky vedl slavný trenér Nereo Rocco. Po jeho odchodu se klubu nedařilo a sestupovalo o dvě soutěže níž. Do 3. ligy se vrátil v sezoně 1958/59 a hrál ji do 1971/72. Poté tři roky hrál 4. ligu a poté se opět vrátil do 3. ligy, kde hrál do sezony 1984/85.
První bankrot přišel v roce 1993, když hrál Nazionale Dilettanti (5. liga). Byl založen nový klub Treviso Foot-Ball Club 1993 a zůstal v soutěži, kterou za dva roky vyhrál. Sezony 1995/96 a 1996/97 vyhrál nižší ligy a postoupil do Serie B, kterou hrál 4 roky. Největší úspěch klubu bylo 4. místo v sezoně 2004/05. I když prohrál v semifinále play off, díky administrativě postoupil do nejvyšší ligy, kterou hrál prvně pod názvem Serie A. Obsadil 19. místo a sestoupil. Poté hrál ve 2. lize a během sezony 2008/09 byl kvůli financím vyloučen ze soutěže a ohlásil bankrot. Nový klub Associazione Sportiva Dilettantistica Treviso 2009 se pak přihlásil do 6. ligy. Hráčská kvalita byla veliká a každou sezonu postupoval až do 4. ligy. Jenže v roce 2013 se opět klub dostal do finanční tísně a ohlásil bankrot. Aby fotbal ve městě neskončil, byl založen nový klub Associazione Calcio Dilettanti Treviso . Další krach přišel v roce 2019 ale opět byl založen nový klub Treviso Academy Società Sportiva Dilettantistica, který se v roce 2021 přejmenoval na současné Treviso FBC 1993, které sezonu 2022/23 vyhrálo a postoupilo do 4. ligy.

## Účast v ligách
| Úroveň soutěže | Název soutěže (nynější název) | První hraná sezona | Poslední hraná sezona | celkem odehraných sezon |
| -------------- | ----------------------------- | ------------------ | --------------------- | ----------------------- |
| 1              | Serie A                       | 2005/06            | 2005/06               | 1                       |
| 2              | Serie B                       | 1922/23            | 2008/09               | 21                      |
| 3              | Serie C                       | 1929/30            | 2012/13               | 48                      |
| 4              | Serie D                       | 1957/58            | 2024/25               | 14                      |
| 5              | Eccellenza                    | 1991/92            | 2022/23               | 6                       |

Historická tabulka Serie A od sezony 1929/30 do 2023/24.
| Celkové místo | Odehraných sezon | Celkem bodů | Celkem zápasů | Celkem výher | Celkem remíz | Celkem proher | Celkové skore |
| ------------- | ---------------- | ----------- | ------------- | ------------ | ------------ | ------------- | ------------- |
| 67            | 1                | 21          | 38            | 3            | 12           | 23            | 24:56         |

## Trenéři

### Známí trenéři v klubu
- Nereo Rocco (1950–1953)
- Arturo Silvestri (1957–1959)
- Luigi Radice (1968–1969)
- Luca Gotti (2008–2009)
- Abel Balbo (2009)

## Fotbalisté

### Na velkých turnajích

#### Účastník Olympijských her
- Andrea Russotto (OH 2008)